# Hyperythra lutea
Hyperythra lutea là một loài bướm đêm trong họ Geometridae.

## Hình ảnh

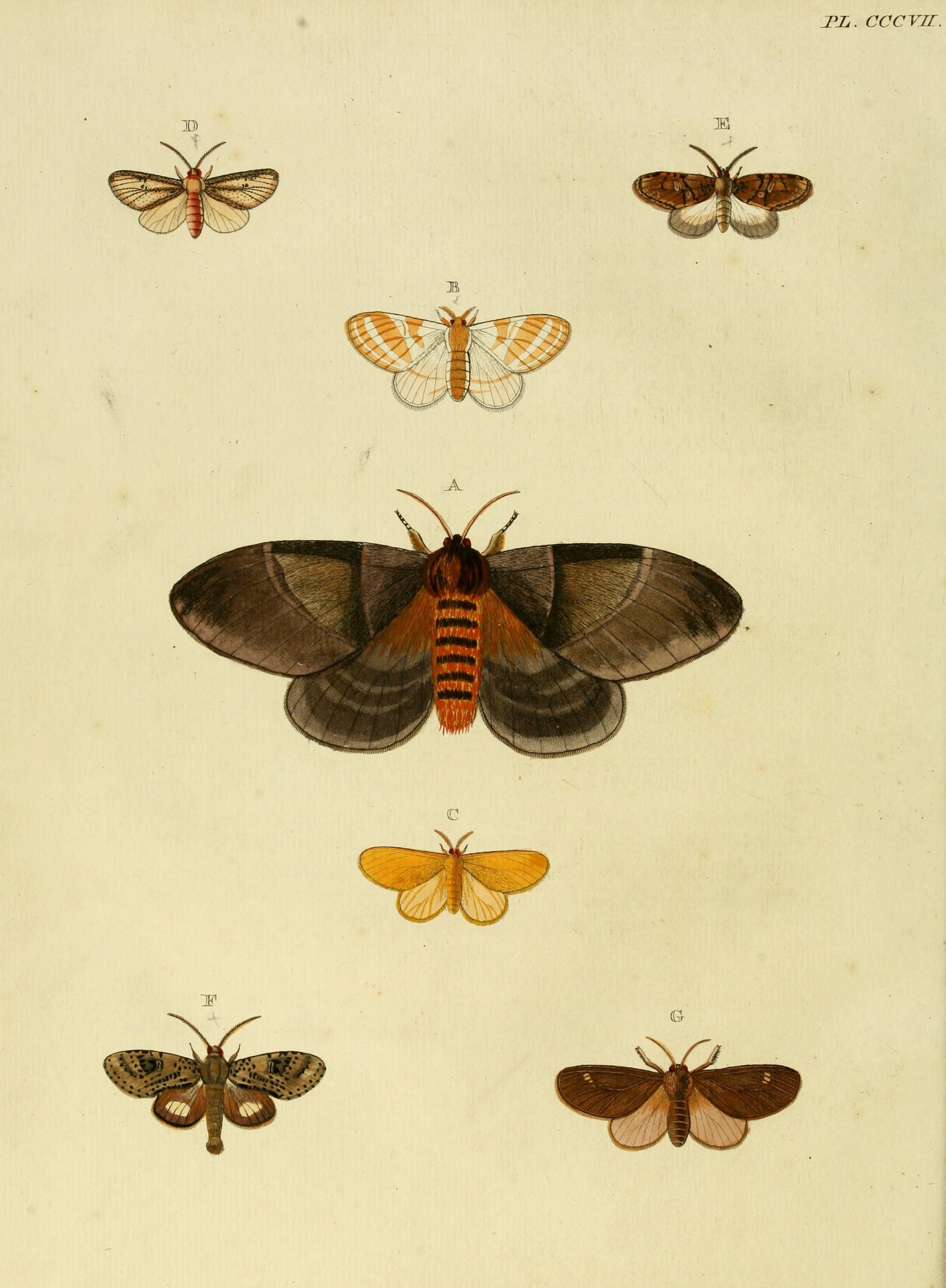
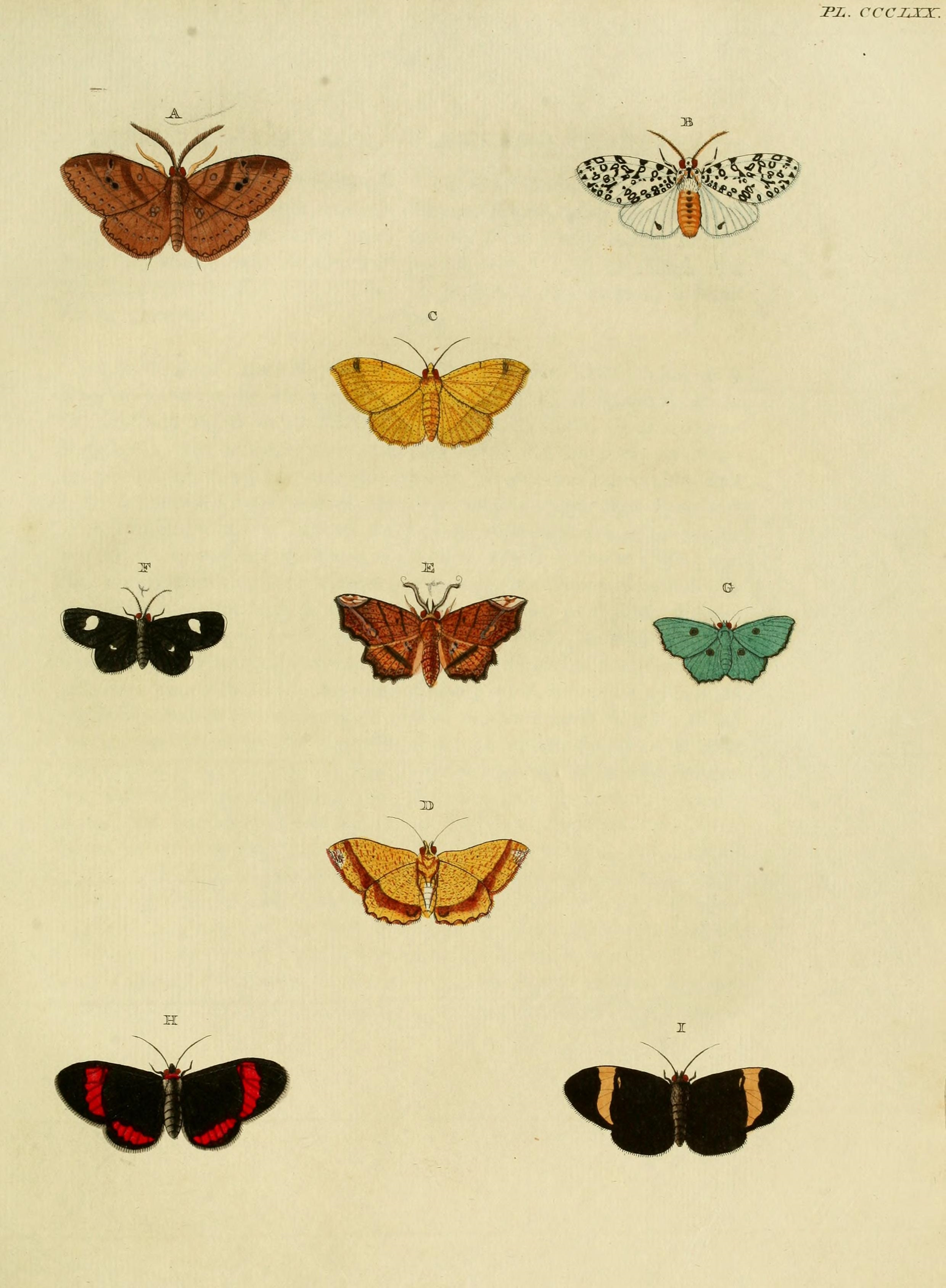